# Rune Pedersen (Fußballspieler)
Rune Pedersen (* 9. Oktober 1979 in Kopenhagen) ist ein ehemaliger dänischer Fußballspieler.

## Karriere
Rune Pedersen begann seine Karriere in der Jugend von Hvidovre IF, bevor er sich dem Kjøbenhavns Boldklub anschloss, welcher eine enge Kooperation mit dem FC Kopenhagen hat. Der Kjøbenhavns Boldklub gilt als Reservemannschaft vom FC Kopenhagen, sodass Pedersen sein Profidebüt im Tor vom FCK im August 2000 gab, als er für den verletzten Michael Stensgaard spielte. Mit dem FC Kopenhagen gewann er je zweimal den Meistertitel, spielte aber keine Saison als Stammtorhüter durch, da er sich nicht gegen Magnus Kihlstedt und Thomas Myhre durchsetzen konnte. Nach zweieinhalb Jahren beim FCK, lehnte er ein neues Vertragsangebot ab.
Nachdem Pedersen seinen Vertrag in Dänemark nicht verlängert hatte, wechselte er zum FC Modena in die italienische Serie A, wo er allerdings nur sechs Monate blieb.
Nachdem das kurze Gastspiel in Italien beendet war, wechselte Pedersen wieder zurück in seine dänische Heimat zum Aarhus GF, als Ersatztorhüter hinter Steffen Rasmussen. Zur Saison 2005/06 schloss er sich Nottingham Forest an. 
Nach zwei Jahren in England wechselte Pedersen zum Lyngby BK. Lyngby stieg in der ersten Saison mit Pedersen in die dänische 1. Division ab. Im Jahr 2009 wurde er an Odense BK ausgeliehen, konnte sich jedoch nicht gegen Roy Carroll durchsetzen. Als das Ausleihgeschäft beendet war, ging er zurück nach Lyngby, wo er den Aufstieg zurück in die Superliga schaffte. In der Winterpause 2011/12 wechselte Pedersen zum FC Nordsjælland.

## Erfolge
mit dem FC Kopenhagen:
- Dänischer Meister: 2001, 2003

mit dem Lyngby BK:
- Aufstieg in die Superliga: 2010